# Australische bijtschildpad
De Australische bijtschildpad (Elseya dentata) is een schildpad uit de familie slangenhalsschildpadden (Chelidae).

## Naam en indeling
De wetenschappelijke naam van de soort werd voor het eerst voorgesteld door John Edward Gray in 1863. Oorspronkelijk werd de wetenschappelijke naam Chelymys dentata gebruikt. De soortaanduiding dentata betekent vrij vertaald 'voorzien van tanden'.

## Uiterlijke kenmerken
De schildpad bereikt een maximale schildlengte tot 35 centimeter en kan een lichaamsgewicht bereiken van 7,5 kilogram. De mannetjes blijven kleiner dan de vrouwtjes. Het schild heeft een dak-achtige doorsnede. De kleur van het schild is donkerbruin tot grijs met kleine lichtere vlekjes. Juveniele dieren hebben een variabele schildkleur, van zwartblauwe tot bruin of grijs. Jonge dieren hebben vaak donkere ronde vlekken op het rugschild en hebben een opstaande kiel op het schild. De kop is bruin met lichtere kleuren langs de bek. De ogen zijn groenachtig met bruin, aan de onderzijde van de keel zijn twee duidelijke baarddraden aanwezig. De poten zijn voorzien van grote zwemvliezen waardoor de schildpad relatief snel kan zwemmen.
De plastronformule is meestal: hum > fem > intergul > an > abd > gul > pect.

## Levenswijze
De Australische bijtschildpad is een omnivoor die voornamelijk leeft van dierlijk materiaal maar ook plantaardig materiaal eet, zoals waterplanten, fruit en wortels. De dieren kunnen relatief grote prooien aan; op het menu staan onder andere kleine zoogdieren, vissen en jonge watervogels. Oudere dieren hebben een relatief grotere kop, wat macrocefalie wordt genoemd. Hierdoor hebben ze zeer krachtige kaken om grotere prooien te kunnen doden. De kaken moeten kunnen de mens beter worden ontweken omdat de schildpadden agressief kunnen zijn en zeer gemeen kunnen bijten.
De voortplantingstijd loopt van februari tot maart. De vrouwtjes zetten ongeveer tien relatief grote eieren af per legsel die een vrij lange incubatietijd doorlopen van ongeveer vier maanden. De eieren zijn rond en wit van kleur, ze zijn ongeveer vijftig millimeter lang en dertig mm breed.

## Verspreiding en habitat
De soort komt endemisch voor in delen van Australië en leeft in delen van Noordelijk Territorium en West-Australië. De habitat bestaat uit grotere rivieren en lagunen. Als het water opdroogt in de zomer overzomert de schildpad onder de grond.